# Gerardus Vleugels
Gerardus Vleugels (Rotterdam, 31 oktober 1894 - Mauthausen, 20 februari 1944) was een Nederlandse verzetsstrijder tijdens de Tweede Wereldoorlog.
Vleugels was ijzervlechter te Rotterdam en was maatschappelijk geëngageerd lid van de CPN. In de oorlog raakte hij via dit lidmaatschap betrokken bij de verzetsactiviteiten die vanuit de inmiddels verboden en ondergrondse CPN werden georganiseerd. Op 7 oktober 1941 werd hij door de Sicherheitsdienst gearresteerd en overgebracht naar de gevangenis van Scheveningen (Oranjehotel). Van hieruit ging hij op transport naar het concentratiekamp Dachau. Nadien werd hij overgebracht naar Auschwitz in Polen en uiteindelijk is hij overleden in Mauthausen, twee maanden voordat dat kamp bevrijd zou worden. Na de oorlog ontving Vleugels postuum het verzetsherdenkingskruis.